# Hope (limbaj de programare)
Hope este un mic limbaj de programare funcțional dezvoltat în anii 1970 la Universitatea din Edinburgh. Înainte de Miranda și Haskell și este contemporan cu ML, de asemenea, dezvoltat la Universitate. Hope a fost derivată din NPL, un limbaj simplu funcțional dezvoltat de Rod Burstall și John Darlington în lucrarea lor de transformare a programelor. NPL și Hope sunt notabile pentru a fi primele limbi cu evaluarea prin tipare de tip și tipuri de date algebrice.

## Detalii despre limbaj
Un program factorial în Hope este:
```
dec fact : num -> num;
--- fact 0 <= 1;
--- fact n <= n*fact(n-1);
```

Schimbarea ordinii clauzelor nu modifică sensul programului, deoarece modelul de potrivire al lui Hope întotdeauna favorizează modele mai specifice pe cele mai puțin specifice. Declarații de tip explicite în Hope sunt necesare; nu există opțiunea de a folosi un algoritm de tip-inference în Hope.
Hope oferă două structuri de date încorporate: tupluri și liste.

## Implementări
Prima implementare a lui Hope a fost strictă, dar din moment ce au fost versiuni lenești și versiuni stricte cu constructori leneși. British Telecom sa angajat într-un proiect cu Imperial College London pentru implementarea unei versiuni stricte. Prima lansare a fost codificată de Thanos Vassilakis în 1986. Alte versiuni au fost codificate de Mark Tasng de la British Telecom.